# Конгсвингер
Ко̀нгсвингер (на норвежки: Kongsvinger) е град и едноименна община в южна Норвегия. Разположен е на десния бряг на река Глома във фюлке Хедмарк на около 110 км на североизток от столицата Осло. Град от 1854 г. Жп гара. Население 17 384 жители според данни от преброяването към 1 юли 2008 г.

## Спорт
Представителният футболен отбор на града носи името Конгсвингер ИЛ Топфотбал. Играл е в първите две нива на норвежкия футбол.

## Побратимени градове
- Арвика, Швеция